# Медовлейк (Техас)
Медовлейк (англ. Meadowlakes) — місто (англ. city) в США, в окрузі Бернет штату Техас. Населення — 1907 осіб (2020).

## Географія
Медовлейк розташований за координатами 30°33′51″ пн. ш. 98°17′42″ зх. д. / 30.56417° пн. ш. 98.29500° зх. д. (30.564223, -98.295075).  За даними Бюро перепису населення США в 2010 році місто мало площу 2,01 км², з яких 1,97 км² — суходіл та 0,04 км² — водойми.

## Демографія
Згідно з переписом 2010 року, у місті мешкало 1777 осіб у 803 домогосподарствах у складі 587 родин. Густота населення становила 885 осіб/км².  Було 867 помешкань (432/км²).
Расовий склад населення:
| - 96,1 % — білих - 1,4 % — азіатів - 0,3 % — корінних американців - 0,3 % — чорних або афроамериканців |

До двох чи більше рас належало 1,0 %. Частка іспаномовних становила 6,4 % від усіх жителів.
За віковим діапазоном населення розподілялося таким чином: 18,5 % — особи молодші 18 років, 41,2 % — особи у віці 18—64 років, 40,3 % — особи у віці 65 років та старші. Медіана віку мешканця становила 59,0 року. На 100 осіб жіночої статі у місті припадало 87,2 чоловіків;  на 100 жінок у віці від 18 років та старших — 81,0 чоловіків також старших 18 років.
Середній дохід на одне домашнє господарство  становив 92 611 долар США (медіана — 76 402), а середній дохід на одну сім'ю — 107 383 долари (медіана — 88 036). За межею бідності перебувало 1,3 % осіб, у тому числі 0,0 % дітей у віці до 18 років та 0,5 % осіб у віці 65 років та старших.
Цивільне працевлаштоване населення становило 661 особа. Основні галузі зайнятості: роздрібна торгівля — 21,5 %, освіта, охорона здоров'я та соціальна допомога — 17,4 %, науковці, спеціалісти, менеджери — 11,5 %, фінанси, страхування та нерухомість — 11,0 %.